# António Martins da Cruz (pai)
António Martins da Cruz (Penamacor, Aldeia do Bispo, 1 de janeiro de 1918 — Lisboa, 1 de junho de 2017) foi um advogado e funcionário público português.
Foi o principal impulsionador da fundação das Universidades Lusíada.

## Biografia
Licenciado em Direito, foi advogado e funcionário público, durante o Estado Novo. Nesta qualidade passou por diversas funções, designadamente, no Ministério da Economia e no Secretariado Nacional da Informação, onde chefiou a Redação dos Serviços de Imprensa e Rádio. Foi Deputado à Assembleia Nacional, eleito pela União Nacional, no Distrito de Castelo Branco, integrando a Comissão de Trabalho, Previdência e Assistência Social. Depois do 25 de abril de 1974 seria o principal impulsionador da fundação das Universidades Lusíada. Era pai do diplomata António Martins da Cruz.